# Sainte-Foi
Sainte-Foi  es una población y comuna francesa, en la región de Mediodía-Pirineos, departamento de Ariège, en el distrito de Pamiers y cantón de Mirepoix.

## Lugares y monumentos de interés
- Capilla románica, probablemente del s. xi.[3]
- Torre de la casa fortificada.[4]

## Demografía
| 21 | 15 | 19 | 19 | 20 | 22 |
| Para los censos de 1962 a 1999 la población legal corresponde a la población sin duplicidades (Fuente: INSEE [Consultar]) |    |    |    |    |    |